# Dendrochilum flos-susannae
Dendrochilum flos-susannae är en orkidéart som beskrevs av Jeffrey James Wood. Dendrochilum flos-susannae ingår i släktet Dendrochilum och familjen orkidéer. Inga underarter finns listade i Catalogue of Life.